# 保罗·维特根斯坦
保罗·维特根斯坦（Paul Wittgenstein，1887年11月5日—1961年3月3日），生於奧地利維也納的鋼琴家。在第一次世界大戰中失去右臂的他仍努力不懈地在音樂會中使用單手演奏，並邀請作曲家為他作新的作品。

## 生平

### 早年
保罗的父親工業家卡爾·维特根斯坦是當時很多藝術家的贊助人。而其弟、將來的重要哲學家路德维希·维特根斯坦比保罗年幼兩年。這個社區經常有著名文化人物出現，包括作曲家約翰內斯·勃拉姆斯、古斯塔夫·马勒和理查·施特劳斯，他們常和年幼的保罗作二重奏。
保罗最初跟Malvine Brée學習，其後則隨波蘭音樂巨匠提奥多·莱谢蒂茨基。1913年他首次公開演奏，並獲得一些好評。可是第二年，第一次世界大戰展開，他須服役。在加利西亚战役時，他受傷，右臂更要切除。

### 單手鋼琴家
他康復後憑單手堅持鋼琴演奏事業。隨戰爭告一段落，他實踐其計劃，瘋狂練習，學習由他昔日的老師Josef Labor替他寫的新作品。他又再舉行音樂會，變得更有名。
他和一些著名作曲家聯繫，希望能替他寫一些作品。本杰明·布里顿、保罗·欣德米特和理查·施特劳斯等人都寫了作品給他，當中莫里斯·拉威尔的《左手鋼琴協奏曲》最為有名。谢尔盖·普罗科菲耶夫亦為他寫了第四钢琴协奏曲，但保罗不喜此曲，故不曾公開演奏。
1946年保罗成為美國公民。他在美國渡過餘生，平日主要教學。1961年於紐約市逝世。

## 影響
很多為维特根斯坦而作的曲子今日仍被不少雙手健全的鋼琴家演奏。當然當中亦有單手鋼琴家如莱昂·弗莱舍演奏。